# Paralcis brunnearia
Paralcis brunnearia là một loài bướm đêm trong họ Geometridae.